# Shirin Neshat
Shirin Neshat, född 26 mars 1957 i Qazvin, är en iransk konstnär bosatt och verksam i New York. Hon är mest känd för sina arbeten inom videokonst och fotografi. Hennes kanske mest kända film är Kvinnor utan män från 2009.
Shirin Neshat är en samtida iransk bildkonstnär som är mest känd för sitt arbete inom fotografi, video och film som utforskar förhållandet mellan kvinnor och islams religiösa och kulturella värdesystem.  Född den 26 mars 1957 i Qazin, Iran, lämnade hon för att studera i USA vid University of California i Berkeley före henne den iranska revolutionen 1979.
Medan hennes tidiga fotografier var uppenbart politiska, tenderar hennes filmberättelser att vara mer abstrakta, med fokus på teman om kön, identitet och samhälle. Hennes Women of Allah-serie, skapad i mitten av 1990-talet, introducerade teman för skillnaderna mellan offentliga och privata identiteter i både iranska och västerländska kulturer. För filmen Turbulent (1998) vann Neshat ett internationellt pris vid Venedigs biennal 1999. 1999 skapade hon ännu en film, Rapture.
Neshat bor och arbetar för närvarande i New York. Hennes verk ingår i samlingen av Tate Gallery i London, The Museum of Modern Art i New York, Tel Aviv Museum of Art och Walker Art Center i Minneapolis, bland andra.